# Simonscher Friedhof (Coburg)

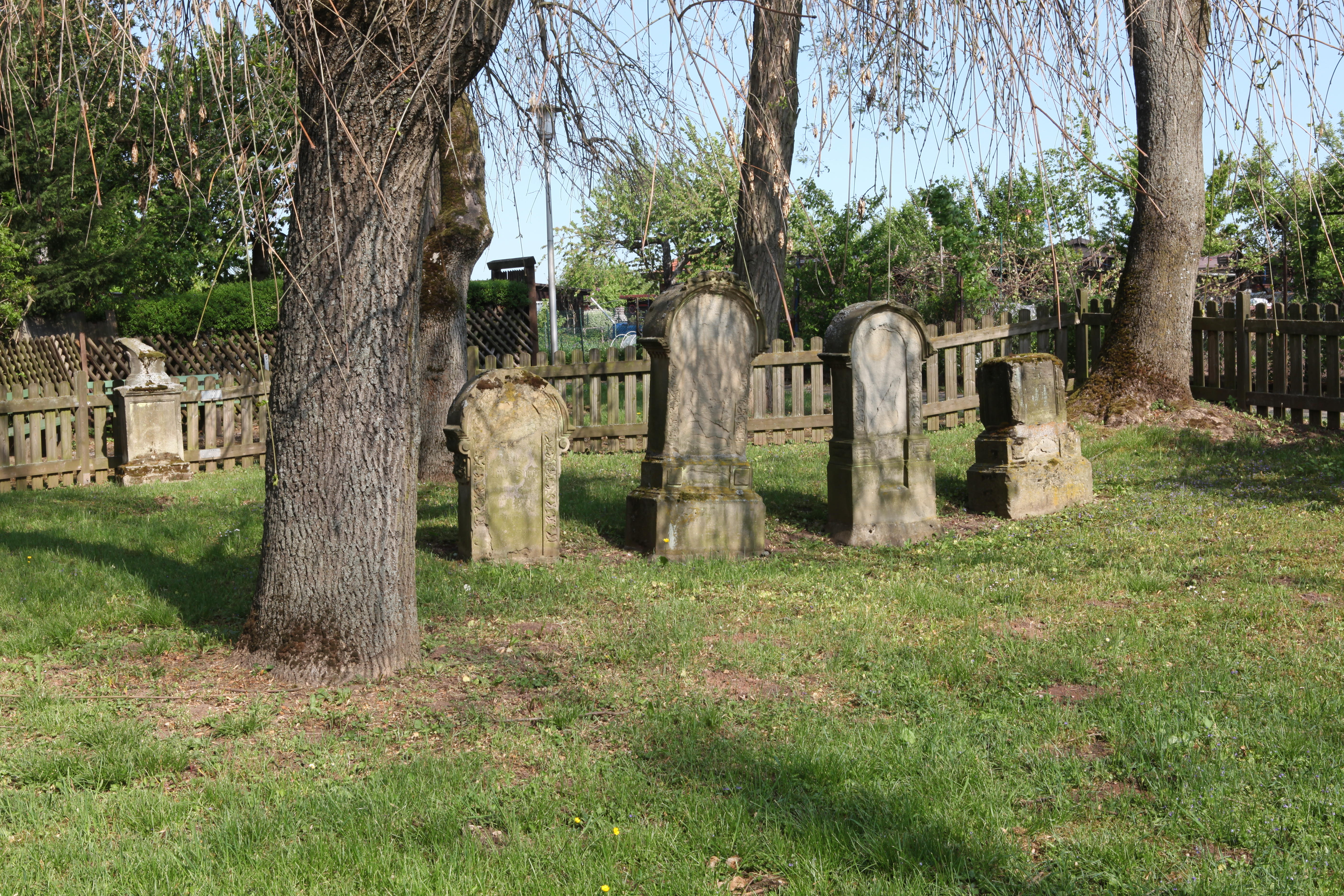
Simonscher Friedhof in Coburg

Der Simonsche Friedhof in Coburg, einer Stadt im bayerischen Regierungsbezirk Oberfranken, wurde vor 1860 angelegt. Der jüdische Friedhof ist als Privatfriedhof eine Ausnahme in ganz Franken. Er liegt rechts von der Rodacher Straße im Bereich der Abzweigung der Spittelleite. Der Friedhof ist ein geschütztes Baudenkmal.

## Geschichte
Die jüdische Familie Simon war ab 1806 in Coburg ansässig, als sich die Brüder Joseph und Salomon Simon, Kaufleute aus Hildburghausen stammend, in der Stadt niederlassen durften. Die Familie besaß einen eigenen Betsaal in dem Wohnhaus von Joseph Simon in der Herrngasse 4.
Im Jahr 1831 bat Joseph Simon die Coburger Landesregierung um Erlaubnis, einen Acker als Begräbnisstätte für seine Familie erwerben zu dürfen. Dies wurde abschlägig entschieden. Daher kaufte er 1837 für 1200 Rheinische Gulden eine Gartenfläche an der Chaussee von Coburg nach Neuses bei Coburg. Mit Verweis auf entsprechende Regelungen in seinem Schutzbrief von 1806 und auf die Gartenfläche in seinem Besitz am Rande Coburgs bat er 1849 erneut den Magistrat der Stadt Coburg um die Erlaubnis das Gartengrundstück als Begräbnisstätte für sich und seine Familie nutzen zu dürfen. Im selben Jahr gestattete dies der Bürgermeister Oberländer mit der Bedingung, dass der Friedhof nicht von der Straße aus gesehen wird. 1862 bestätigte Herzog Ernst II., dass der Friedhof für alle Zeiten als Erbbegräbnis der Familie bestehen bleiben könne. 1851 starb Joseph Simon im Alter von 77 Jahren und wurde als erster von 18 Familienmitgliedern auf dem Friedhof beerdigt.
Das Areal war von einer Mauer umgeben und umfasste eine Fläche von 12,50 ar. Die Nutzung endete mit dem Wegzug der Familie im Jahr 1913. Die Steine der Friedhofsmauer der Süd- und Ostseite wurden später größtenteils zum Ausbau des benachbarten Rottenbachs verwendet. Nach 1932 wurde der Friedhof zerstört, die Reste verwahrlosten bis 1962, als eine Neugestaltung zu einer kleinen Grünanlage folgte. Auf dem Friedhof sind noch sechs Grabsteine (Mazewot) aus Sandstein erhalten, stark verwittert, teilweise als Bruchstücke. Darunter befindet sich ein Grabmal mit Säule von 1898 für Martha Oblet geb. Simon, die 1868 in Coburg geboren wurde und in Paris starb.